# Perry Pirkanen
Perry Pirkanen es un actor estadounidense, conocido mayormente por su papel en la película italiana Holocausto caníbal. Pirkanen, entonces estudiante en el Actor's Studio de Nueva York, fue contratado por el director Ruggero Deodato, que estaba buscando actores desconocidos para dar vida a los cuatro protagonistas de la película.
Tan realista era la película que, poco después de estrenarse, su director, Ruggero Deodato, fue acusado del asesinato de los actores. Estos habían firmado contratos para mantenerse al margen de los medios de comunicación por un año con el fin de alimentar los rumores de que la película era una película snuff. El tribunal solo quedó convencido de que estaban vivos cuando se cancelaron los contratos y los actores aparecieron en un programa de televisión como prueba.

## Filmografía
- Holocausto caníbal (1980)
- Paura nella città dei morti viventi (1980)
- Caníbal feroz (1981)